# Vernonia viminalis
Vernonia viminalis là một loài thực vật có hoa trong họ Cúc. Loài này được Gleason miêu tả khoa học đầu tiên năm 1906.